# Marry
Pour les articles homonymes, voir Marry (homonymie).
Marry, de son vrai nom Marion Möhlich (née le 26 mai 1981 à Neuwied) est une chanteuse allemande.

## Biographie
Originaire de Großmaischeid, Marry fait en 1998 plusieurs stages au sein d'une télévision régionale dans le Westerwald. Après avoir fini son école de commerce, elle va à Cologne en 2001 et fait un stage à Pmc, une entreprise de management d'artistes. Elle suit lors de cours du soir une formation de gestion de l'événementiel.
Elle se fait connaître en 2005 avec une reprise de Ohne dich, une chanson de Münchener Freiheit. En 2010, elle se consacre entièrement à sa carrière musicale. Elle signe un contrat avec EMI.

## Discographie
Album
- 2014 : 1000 Nächte

Singles
- 2005 : Ohne Dich
- 2006 : The Best
- 2010 : Heut Nacht
- 2010 : Tausendmal Du - avec Tobee
- 2010 : Ich liebe dich
- 2011 : Heut Nacht
- 2011 : Sommermädchen fürs Sommermärchen
- 2011 : Wir sind Sommermädchen
- 2012 : Ein neues Sommermärchen
- 2012 : Du bist mein Licht - avec Tobee
- 2012 : Herzklopfen
- 2012 : Bis in alle Ewigkeit
- 2013 : Über den Wolken
- 2013 : Helden der Nacht - avec Paul Janke
- 2014 : 1000 Nächte
- 2014 : Wir greifen nach den Sternen
- 2015 : Sensationell
- 2015 : P.S. Ich liebe dich
- 2015 : Verdammt
- 2015 : Lass dein Herz an
- 2016 : Wir - feat. DJ Düse

## Source de la traduction
- (de) Cet article est partiellement ou en totalité issu de l’article de Wikipédia en allemand intitulé « Marry » (voir la liste des auteurs).